# Alessandro Bovo
Pour les articles homonymes, voir Bovo.
Alessandro Bovo (né le 1er janvier 1969 à Gênes) est un joueur et un entraîneur de water-polo italien.
Il remporte le titre olympique aux Jeux de Barcelone en 1992 et la médaille de bronze à ceux d'Atlanta en 1996.